# Église Saint-Pierre des Graus
Pour les articles homonymes, voir Église Saint-Pierre.
L'église Saint-Pierre des Graus, également nommée Saint-Pierre de Serola ou Saint-Pierre d'Eixalada,  est une église romane en ruines située à Canaveilles, dans le département français des Pyrénées-Orientales.

## Localisation
L'ancien hameau de Serola ou Eixalada, situé dans le défilé des Graus et dominant la route nationale 116 d'une dizaine de mètres, est accessible à pied depuis l'entrée ouest du tunnel routier (borne téléphonique de secours) par un sentier montant à flanc vers l'ouest.
L'église en ruines est encore visible. Son abside est dirigée vers le sud-est et fait face aux vestiges de l'ancien castelet de Serola qui était construit sur un promontoire entouré d'un fossé.